# Gryon szelenyii
Gryon szelenyii är en stekelart som först beskrevs av Szabó 1966.  Gryon szelenyii ingår i släktet Gryon och familjen Scelionidae. Inga underarter finns listade i Catalogue of Life.